# Парамоновское сельское поселение (Орловская область)
Парамоновское се́льское поселе́ние — муниципальное образование в Корсаковском районе Орловской области России.
Создано в 2004 году в границах одноимённого сельсовета. Расположено в северной и центральной частях района.
Административный центр — деревня Парамоново.

## Население
| 2010 | 2012 | 2013 | 2014 | 2015 | 2016 | 2017 |
| ---- | ---- | ---- | ---- | ---- | ---- | ---- |
| 725  | ↘713 | ↘700 | ↘690 | ↘683 | ↘680 | ↘675 |
| 2018 | 2019 | 2020 | 2021 | 2023 |      |      |
| ↗684 | ↘654 | ↘653 | ↘577 | ↘565 |      |      |

## Населённые пункты
В состав сельского поселения (сельсовета) входят 9 населённых пунктов:
| № | Населённый пункт  | Тип     | Население (чел.) |
| - | ----------------- | ------- | ---------------- |
| 1 | Бредихино         | село    | ↘40              |
| 2 | Гусев             | посёлок | 0                |
| 3 | Лутовиново        | деревня | ↘1               |
| 4 | Малая Авдеевка    | деревня | 1                |
| 5 | Малиново-Заречье  | деревня | ↘33              |
| 6 | Малиново-Нагорное | деревня | ↘48              |
| 7 | Новомалиново      | деревня | ↘279             |
| 8 | Парамоново        | деревня | ↗202             |
| 9 | Софийские Выселки | деревня | ↗121             |